# Integralismo

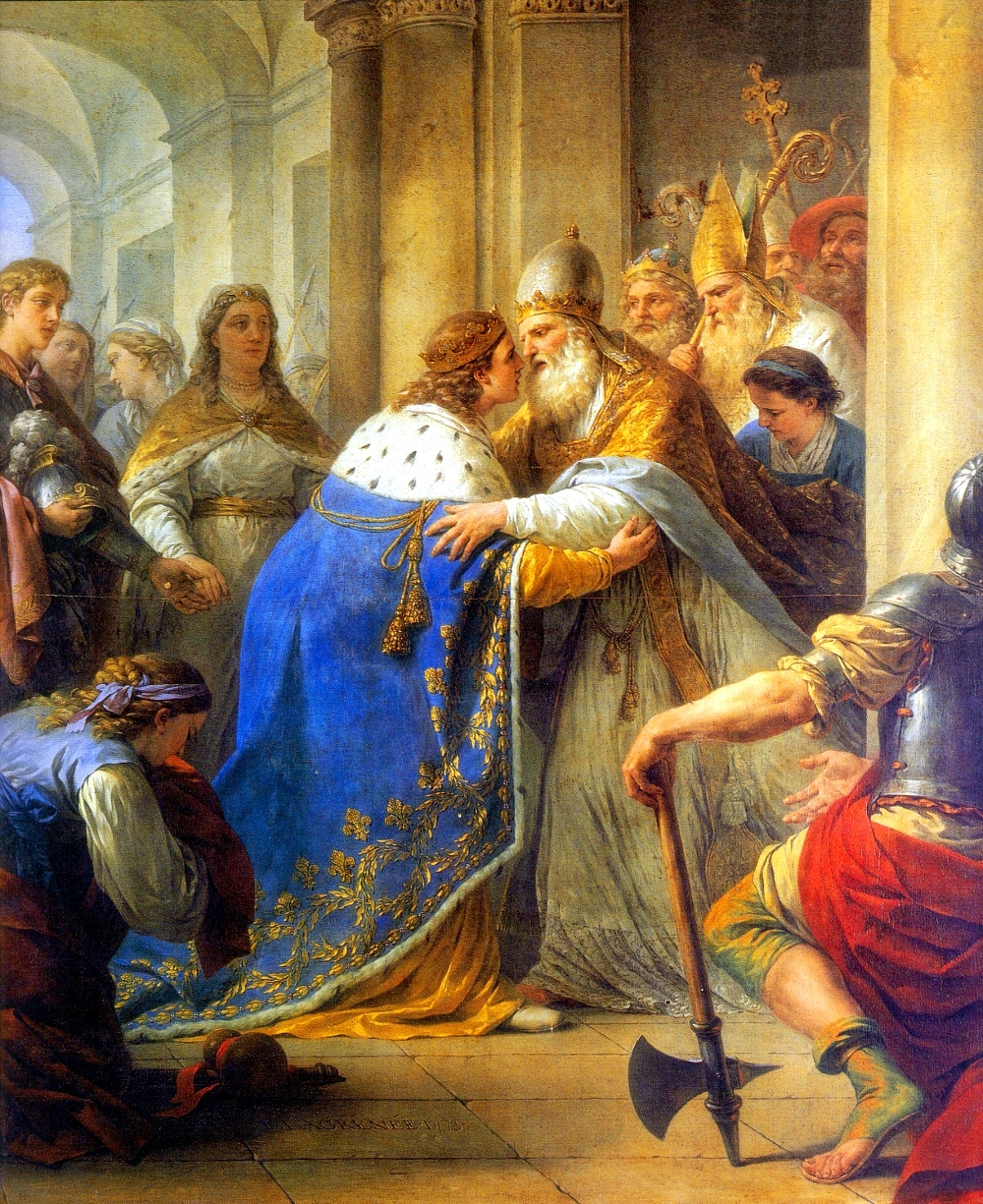
Rei Luís IX da França encontrando-se com o Papa Inocêncio IV.

Integralismo ou integrismo é uma interpretação política da Doutrina Social Católica que defende o princípio de que a religião católica deve ser a base do sistema legal e das políticas do Estado dentro da sociedade civil, onde quer que a preponderância dos católicos dentro dessa sociedade torne isso possível. O integralismo é contra o pluralismo e defende que a fé católica deve ser dominante tanto nas questões civis, como nas religiosas. Os integralistas defendem a definição de 1864 do Papa Pio IX em sua encíclica Quanta cura de que a neutralidade religiosa do poder civil não pode ser abraçada como uma situação ideal e a doutrina de Leão XIII em Immortale Dei sobre as obrigações religiosas dos Estados. Em dezembro de 1965, o Concílio Vaticano II aprovou e o Papa Paulo VI promulgou o documento Dignitatis humanae – a “Declaração sobre a Liberdade Religiosa” do Concílio – que afirma que “deixa intocada a doutrina católica tradicional sobre o dever moral dos homens e das sociedades para com a verdadeira religião e para a única Igreja de Cristo". No entanto, eles declararam simultaneamente "que a pessoa humana tem direito à liberdade religiosa", um movimento que alguns católicos tradicionalistas, como o arcebispo Marcel Lefebvre, fundador da Fraternidade Sacerdotal de São Pio X, argumentaram que está em desacordo com os posicionamentos doutrinários anteriores da igreja.
O termo às vezes é usado de forma mais livre e em contextos não católicos para se referir a um conjunto de conceitos teóricos e políticas práticas que defendem uma ordem social e política totalmente integrada com base em uma doutrina abrangente da natureza humana. Nesse sentido genérico, algumas formas de integralismo estão focadas puramente em alcançar a integração política e social, outras na unidade nacional ou étnica, enquanto outras estão mais focadas em alcançar a uniformidade religiosa e cultural. O integralismo, portanto, também foi usado para descrever movimentos religiosos não-católicos, como o protestantismo fundamentalista ou o fundamentalismo islâmico. Na história política e social dos séculos XIX e XX, o termo integralismo foi frequentemente aplicado ao conservadorismo tradicionalista e movimentos políticos similares na ala direita de um espectro político, mas também foi adotado por vários movimentos centristas como uma ferramenta de integração política, nacional e cultural.
Como movimento cívico-político-cultural de renovação moral e social, o integralismo surgiu das polêmicas discussões internas da Igreja Católica no final do século XIX e início do século XX, especialmente na França. O termo integralista foi usado como adjetivo para descrever aqueles que se opunham aos "modernistas filosóficos-catolicistas", que procuravam criar uma síntese entre a teologia cristã e a filosofia liberal da modernidade secular. Os defensores do integralismo pregavam que toda ação social e política deveria ser baseada na fé católica e rejeitavam a separação entre Igreja e Estado, argumentando que o catolicismo deveria ser proclamado a religião do Estado. Discussões contemporâneas dentro da Igreja Católica a respeito do integralismo foram renovadas com críticas ao liberalismo.
No Brasil, o catolicismo influenciou o movimento político do integralismo entre 1932 e 1937, sendo este considerado um braço político e fascista da Igreja Católica. Em Portugal, o Integralismo Lusitano foi um movimento político surgido em 1914, de carácter monárquico, católico, nacionalista e antiliberal, que se opunha tanto à democracia republicana de 1910 como à monarquia constitucional de 1820. Defendia o regresso a uma monarquia tradicional, nacionalista e antiparlamentar, na qual o monarca seria o chefe de Estado e concentraria em si as funções governativas e executivas.
As discussões contemporâneas sobre o integralismo foram renovadas em 2014, com foco na crítica ao liberalismo e ao capitalismo.

## História e ideais
O integralismo católico é uma tendência antipluralista do catolicismo, tendo emergido no século XIX em Portugal, Espanha, França, Itália e România, visava afirmar uma interpretação de base católica a toda ação política e social, e minimizar ou eliminar quaisquer atores ideológicos concorrentes, como o humanismo secular e o liberalismo. Além disso, o integralismo católico não apoia a criação de um novo "Estado Católico" autônomo, tampouco o erastianismo (galicanismo no contexto francês). Pelo contrário, apoia a subordinação do Estado aos princípios morais do catolicismo. Dessa forma, rejeita separar moralidade e Estado, favorecendo o catolicismo como a religião proclamada oficial pelo Estado. Este advoga pelo ensino sobre a necessidade da subordinação do Estado, assim como papas medievais  Papa Gregório VII e Papa Bonifácio VIII, além da subordinação do poder temporal ao poder espiritual. Ainda assim, o integralismo católico, em sentido estrito, surgiu como uma reação contra as mudanças políticas e culturais que se seguiram ao Iluminismo e à Revolução Francesa. O integralismo católico atingiu sua forma "clássica" a partir de uma reação contra o modernismo, insistindo que o poder político deve guiar o homem ao seu último fim, rejeitando a separação liberal entre a política e os fins da vida humana. Pode-se dizer que o integralismo é meramente a continuação moderna da concepção católica tradicional das relações Igreja-Estado elucidada pelo Papa Gelásio I e exposta ao longo dos séculos até o Sílabo dos Erros, que condenou a ideia de que a separação entre Igreja e Estado é um bem moral.
O papado do século XIX desafiou o crescimento do liberalismo (e sua doutrina da soberania popular), bem como novos métodos e teorias científicas e históricas (que se pensava ameaçar o status quo da revelação cristã). O Papa Pio IX condenou uma série de ideias iluministas e liberais ao publicar o Sílabo dos Erros. Já o termo integralismo foi aplicado, pela primeira vez, a um partido político espanhol fundado em 1890, que baseou seu programa no Sílabo. Entretanto, o termo não se tornou popular até o papado de Pio X (que durou de 1903 a 1914), na ocasião da condenação papal do modernismo em 1907, em que os "catholiques intégraux", encorajados por Pio X, procuraram e expuseram qualquer co-religioso que suspeitassem de modernismo ou liberalismo, de onde surgem as palavras intégrisme (integrismo) e intégralisme (integralismo). Uma importante organização integralista foi a Sodalitium Pianum, conhecida na França como La Sapinière ("plantação de abetos"), fundada em 1909 por Umberto Benigni.
O integralismo católico sofreu um declínio após o Segundo Concílio do Vaticano (1962), devido à falta de apoio da hierarquia católica; durante esse tempo, outras ideias foram propostas sobre a relação entre a Igreja e o Estado. No entanto, até mesmo o Segundo Concílio do Vaticano finalmente se aliou ao entendimento integralista, afirmando em Dignitatis humanae que o Concílio "deixa intacto o ensino tradicional do dever que o Estado deve à Igreja", ou seja, o reconhecimento da Igreja como a religião do Estado, a menos que isso prejudique o bem comum. Ainda assim, o documento também afirmou a liberdade de consciência pessoal e a liberdade religiosa; no auge do período pós-conciliar, estas se tornaram o foco do discurso teológico, com a exclusão do ensino tradicional das relações igreja-estado. Ainda no período pós-conciliar, o integralismo católico passou a ser apoiado principalmente por católicos tradicionalistas, como os associados à Sociedade de São Pio X e a várias organizações católicas leigas. Nos últimos anos, entretanto, uma renovação do integralismo católico foi observada entre a geração mais jovem de católicos.
Alguns acadêmicos traçaram paralelos entre o integralismo católico e uma visão defendida por uma minoria nas igrejas reformadas, o reconstrucionismo cristão. No National Catholic Reporter, Joshua J. McElwee afirmou que tanto os integralistas católicos quanto os reconstrucionistas cristãos reformados criaram uma aliança ecumênica não tradicional com o objetivo de estabelecer um "tipo de estado teocrático". Outros acadêmicos traçaram, também, paralelos entre o integralismo e o fascismo, em especial o integralismo italiano e o integralismo brasileiro, tendo-se cunhado o termo fascismo clerical.

## No Brasil

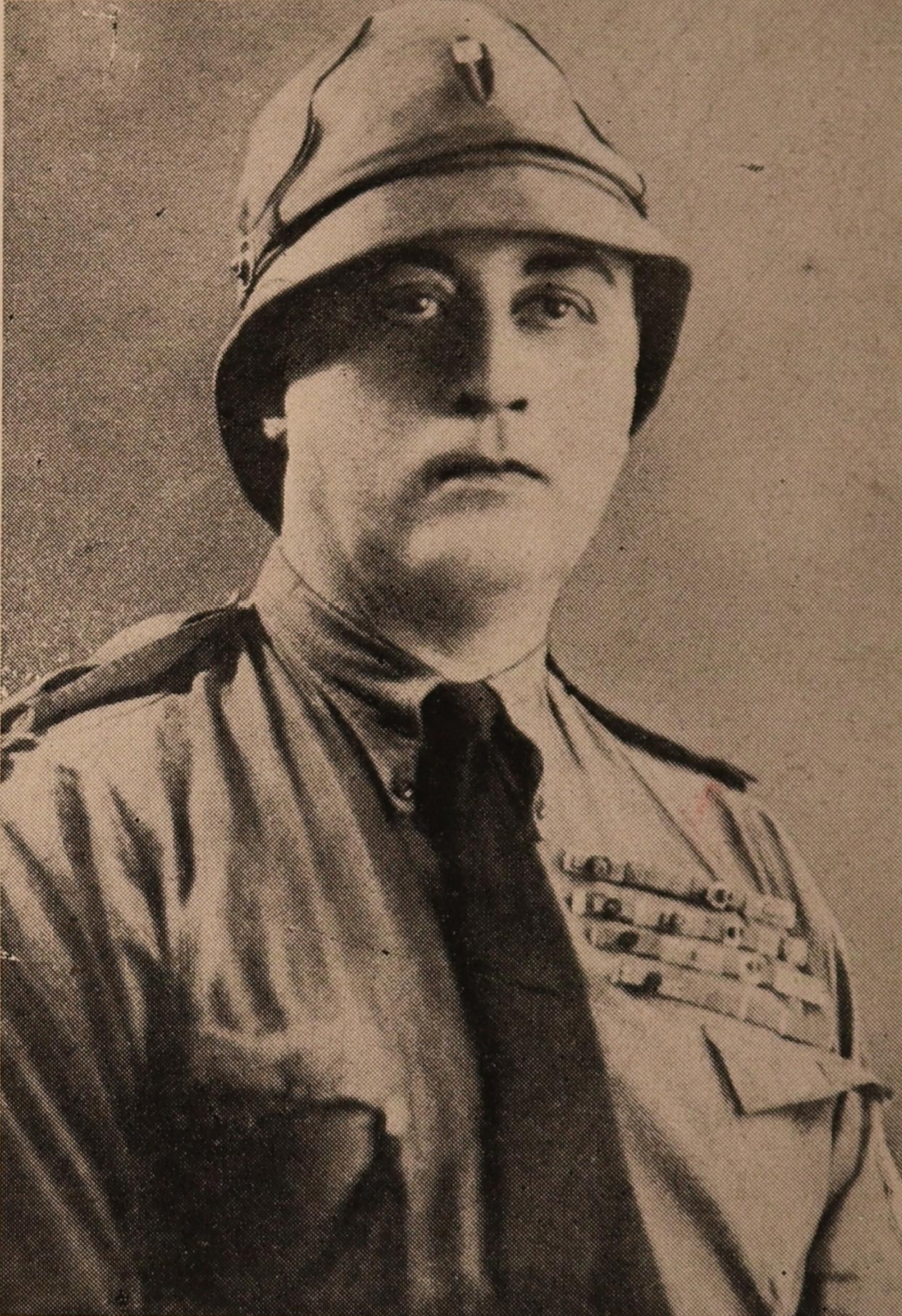
Gustavo Barroso, um dos principais líderes do integralismo no Brasil, abertamente antissemita

O integralismo brasileiro, que surge nos anos 1930, propugna a implantação do Estado Integral, isto é, do “Estado Corporativo Cristão, antitotalitário, antiliberal, anticomunista”, inspirado no Cristianismo, no Tomismo e nas realidades nacionais do Brasil e tendo por alicerces a dignidade da Pessoa Humana e os Grupos Sociais Naturais e por lema a tríade “Deus, pátria e família”.
Embora tenha sido um movimento predominantemente inspirado pela Doutrina Social da Igreja Católica, os seus primórdios datam da viagem de Plínio Salgado, escritor e jornalista que futuramente fundaria a Ação Integralista Brasileira, à Europa, onde tem contato com o fascismo italiano, tendo ficado vivamente impressionado e escrito cartas a alguns companheiros sobre a possibilidade da criação de um movimento no Brasil em moldes similares.
Por isso, o estudo historiográfico atual debate-se se o integralismo brasileiro foi uma cópia dos movimentos fascistas na Europa ou se foi um movimento tipicamente brasileiro com características fascistas. É consenso, porém, que o integralismo brasileiro compartilha de diversas características do fascismo europeu, como as vestimentas, métodos de organização, o ativismo e em especial a ideologia do movimento integralista, além da relação de seus líderes com o racismo e o antissemitismo. Alguns pesquisadores argumentam, ainda, que "o Integralismo Brasileiro foi, sim, manifestação local do fascismo internacional, sendo este entendido em sentido amplo, isto é, como um movimento autoritário, antiliberal e antissocialista e com ritualística própria".

Manchete no Jornal do Povo satirizando os membros da AIB: "Um integralista não corre: vôa..."

### Batalha da Praça da Sé
A revoada dos galinhas verdes, como ficou conhecida, ocorreu em 07 de outubro de 1934. A Ação Integralista Brasileira (AIB), na oportunidade dos dois anos do Manifesto Integralista, convocara um comício popular. A Frente Única Antifascista, o Partido Comunista Brasileiro, e demais setores antifascistas da sociedade, como sindicatos, comunistas e anarquistas, convocaram contramanifestação para o mesmo dia, e planos foram elaborados para deter o avanço do integralismo. O conflito armado estourou e resultou na debandada do comício integralista, além de sete mortes e trinta feridos. Ainda hoje, o conflito é considerado uma das maiores demonstrações antifascistas no Brasil.

### A relação com Getúlio Vargas e a tentativa de golpe

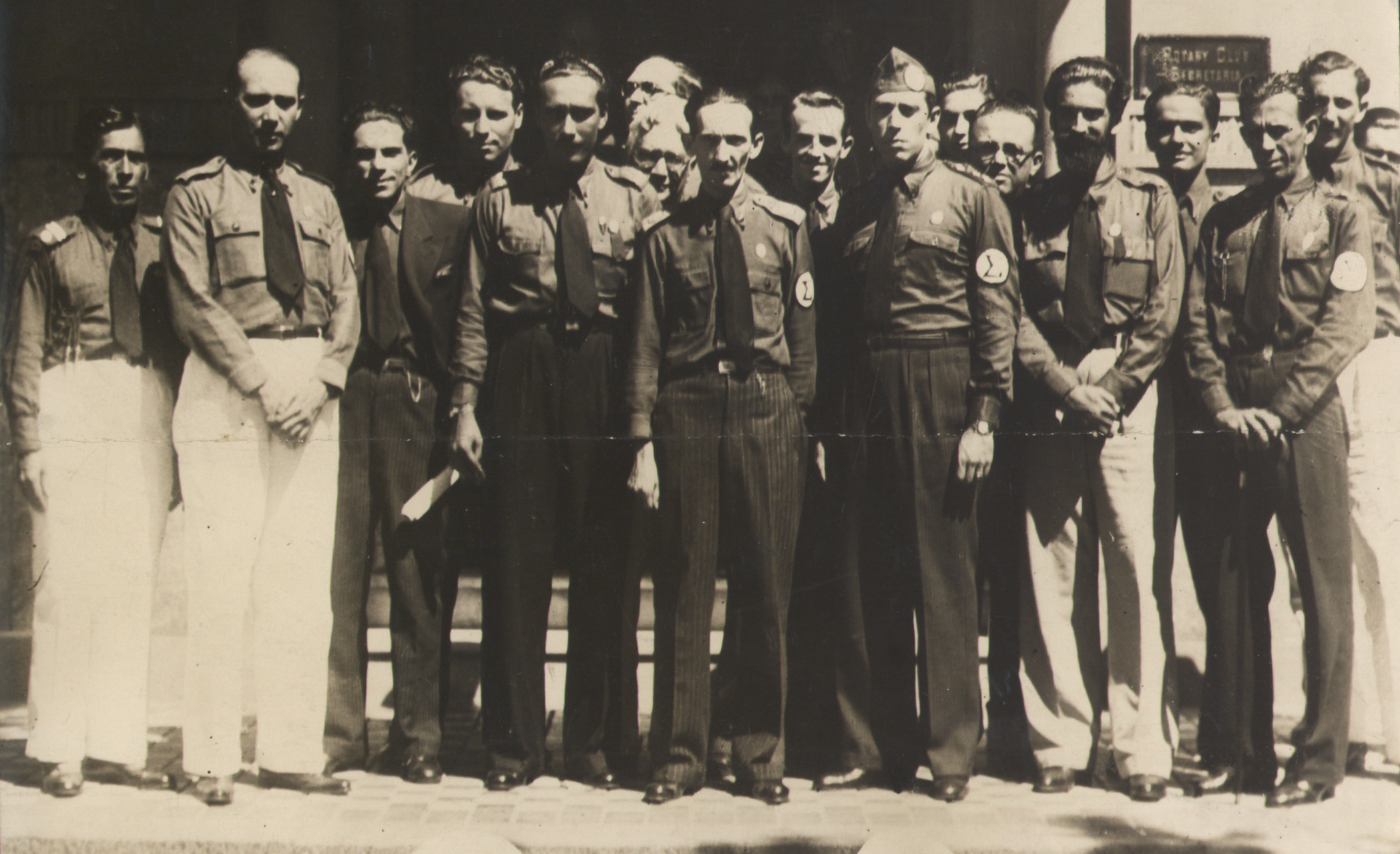
Plínio Salgado e membros do movimento integralista

Por parte do período em que Getúlio Vargas  esteve no poder (1930-1945), o integralismo brasileiro exercia forte influência e, temporariamente, serviu de base do Governo Vargas. Entretanto, em razão de discordâncias políticas, o integralismo rompe com Vargas; e em Dezembro de 1937, Vargas publica o Decreto-lei nº 37, que extinguia as agremiações políticas em todo o país – e, consequentemente, a AIB. Como retaliação, integrantes milicianos da AIB organizaram para Maio de 1938 o que ficou conhecido como Levante Integralista. O Levante falhou e os integralistas foram derrotados sem muita dificuldade, isso resultou em cerca de 1 500 encarceramentos e o exílio de Plínio Salgado para Portugal. Com isso, o movimento integralista no Brasil perde força e se debanda. Entretanto, por diversas ocasiões os integralistas tentam estabelecer uma reaproximação com Vargas, interpretadas como uma postura subordinada.

### Contemporaneidade
Atualmente, a organização dos novos integralistas se dá nacionalmente através da internet e a independência de alguns novos integralistas é disputada por grupos internos, que defendem para si a "posse da verdade doutrinária". Em dezembro de 2019, uma série de reportagens relataram as reorganizações dos grupos neointegralistas na conjuntura da política de extrema-direita e do bolsonarismo, notoriamente após um ataque realizado ao Porta dos Fundos por um grupo autodeclarado integralista.

## Em Portugal
O integralismo em Portugal foi inicialmente uma reação ao anticlericalismo da 1.ª República Portuguesa implantada em 1910. O municipalismo e o sindicalismo de inspiração católica constituem a matriz. A ideologia defende a proteção dos valores nacionais (ex: passado histórico, tradição, cultura, costumes, religião), e a cooperação das diferentes classes sociais para atingir a harmonia e a união social. Atualmente engloba pessoas de quase todas as religiões.
O integralismo, no caso lusitano, defendeu a monarquia, a liberdade sindical e corporativa, e a livre competição entre grupos econômicos e empresas. A doutrina económica não era porém a política liberal partidocrática (aquela que aceita a existência de partidos políticos apenas na gestão da governação), defendendo antes o organicismo e o municipalismo. O integralismo opôs-se à luta de classes e às greves, sendo também contrário aos sindicatos estatais como os da Itália fascista da década de 1930. Como forma de resolver os conflitos laborais, defendia o recurso aos tribunais de trabalho.
Em Portugal, os críticos e adversários, como Raul Proença e Carlos Ferrão, associaram as ideias integralistas às da Acção Francesa de Charles Maurras. As ideias maurrasianas influenciaram muitos políticos na época, como por exemplo António de Oliveira Salazar, fundador do Estado Novo.
Os integralistas lusos, mais tarde, demarcaram-se do "maurrasianismo". e do salazarismo, a quem inclusivamente este último combateram, sofrendo alguns deles a deportação (Hipólito Raposo) e a prisão (idem, Francisco Rolão Preto)

## Críticas
O Southern Poverty Law Center usa o termo "integrismo" para se referir aos "católicos tradicionalistas radicais" que rejeitam o Concílio Vaticano II. O SPLC os descreve como antissemitas e "extremamente conservadores" em relação às mulheres, e também observa que alguns deles afirmam que os papas recentes são ilegítimos.
Críticos e opositores do integralismo, como George Weigel, argumentam que o movimento pode ser associado ao fascismo. John Zmirak critica os católicos integralistas contemporâneos como inimigos da liberdade religiosa.